# آرگا-تاس
آرگا-تاس (روسی: Арга-Тас) یک رشته‌کوه در یاقوتستان کشور روسیه است.